# Bernex GE
| GE ist das Kürzel für den Kanton Genf in der Schweiz. Es wird verwendet, um Verwechslungen mit anderen Einträgen des Namens Bernex zu vermeiden. |

Bernex ist eine politische Gemeinde des Kantons Genf in der Schweiz.
Zur Gemeinde am linken Rhoneufer gehören die Weiler Chèvres, Loëx, Lully, Sézenove und die Wüstung Vuillonnex.

## Geschichte
Der Name "Bernex" stammt aus dem Keltischen "Brenay". Die Kelten besetzten das Gebiet Bernex eine lange Zeit, da die Wasserläufe natürliche Grenzen bildeten, letztendlich wurden sie jedoch durch die Römer ersetzt.
Bernex gehörte zu dem 1814 mit Genf vereinigten sardinischen Territorium. Hier wurden die Genfer 1590 von den savoyischen Truppen unter Karl Emmanuel I. besiegt.
Die Gemeinde wurde 1793 unter dem Namen Bernex-Onex-Confignon gebildet. 1850 erfolgte die Trennung von den heutigen Gemeinden Onex und Confignon.
In Bernex wird heute noch viel Landwirtschaft, vor allem Rebbau, betrieben.

## Bevölkerung
| Bevölkerungsentwicklung | Bevölkerungsentwicklung | Bevölkerungsentwicklung | Bevölkerungsentwicklung | Bevölkerungsentwicklung | Bevölkerungsentwicklung | Bevölkerungsentwicklung | Bevölkerungsentwicklung | Bevölkerungsentwicklung | Bevölkerungsentwicklung | Bevölkerungsentwicklung | Bevölkerungsentwicklung | Bevölkerungsentwicklung |       |
| ----------------------- | ----------------------- | ----------------------- | ----------------------- | ----------------------- | ----------------------- | ----------------------- | ----------------------- | ----------------------- | ----------------------- | ----------------------- | ----------------------- | ----------------------- | ----- |
| Jahr                    | 1860                    | 1900                    | 1960                    | 1970                    | 1980                    | 2000                    | 2010                    | 2012                    | 2014                    | 2015                    | 2016                    | 2017                    | 2022  |
| Einwohner               | 986                     | 1004                    | 1679                    | 3870                    | 8005                    | 9076                    | 9636                    | 9640                    | 9813                    | 9932                    | 10045                   | 10014                   | 10464 |

## Verkehr
Bernex ist per Tram und diversen Buslinien ans Netz der Transports publics genevois (TPG) angebunden und liegt bei einer Anschlussstelle der Autobahn A1.

## Sehenswürdigkeiten

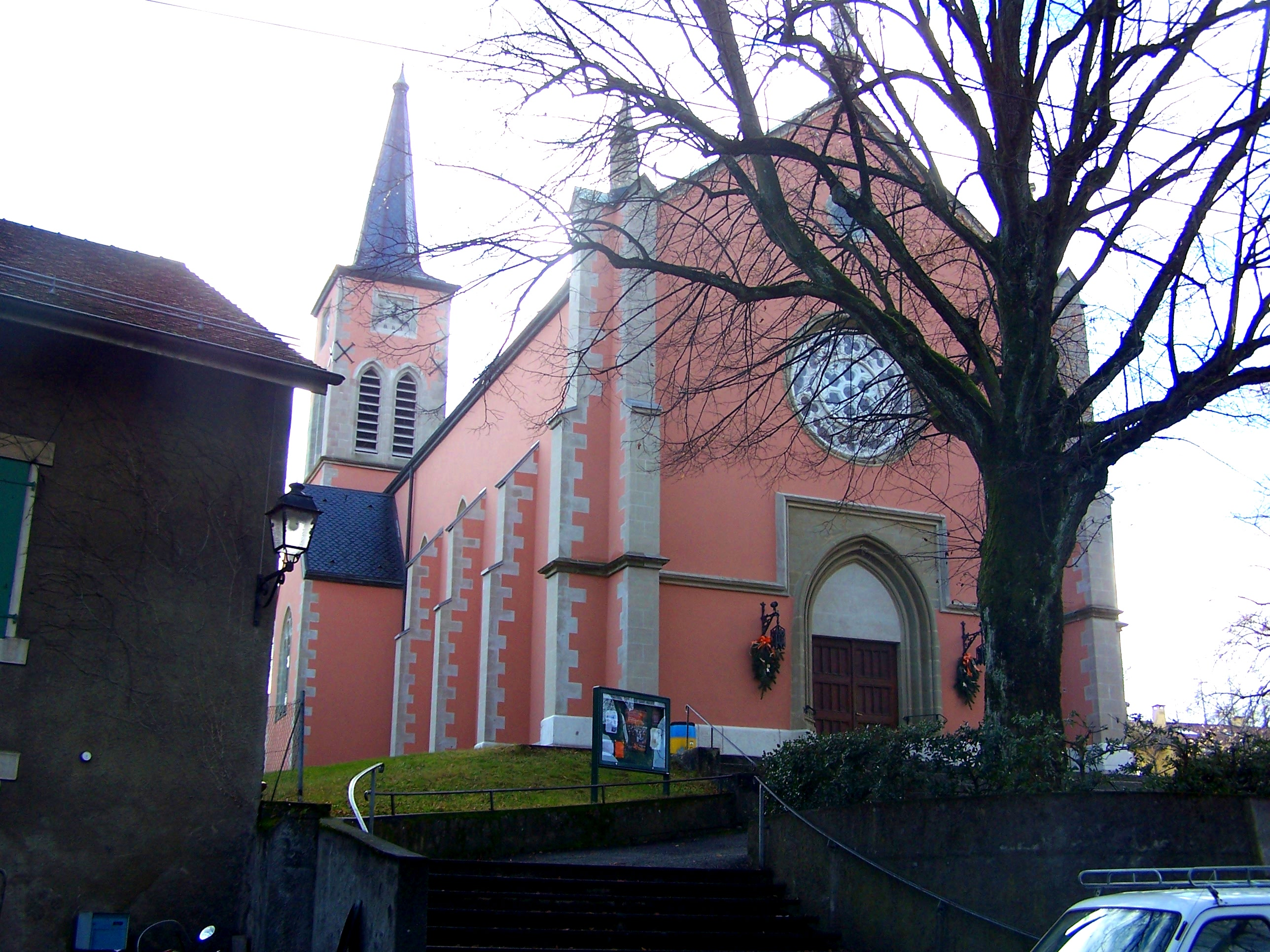
Katholische Kirche Saint-Maurice
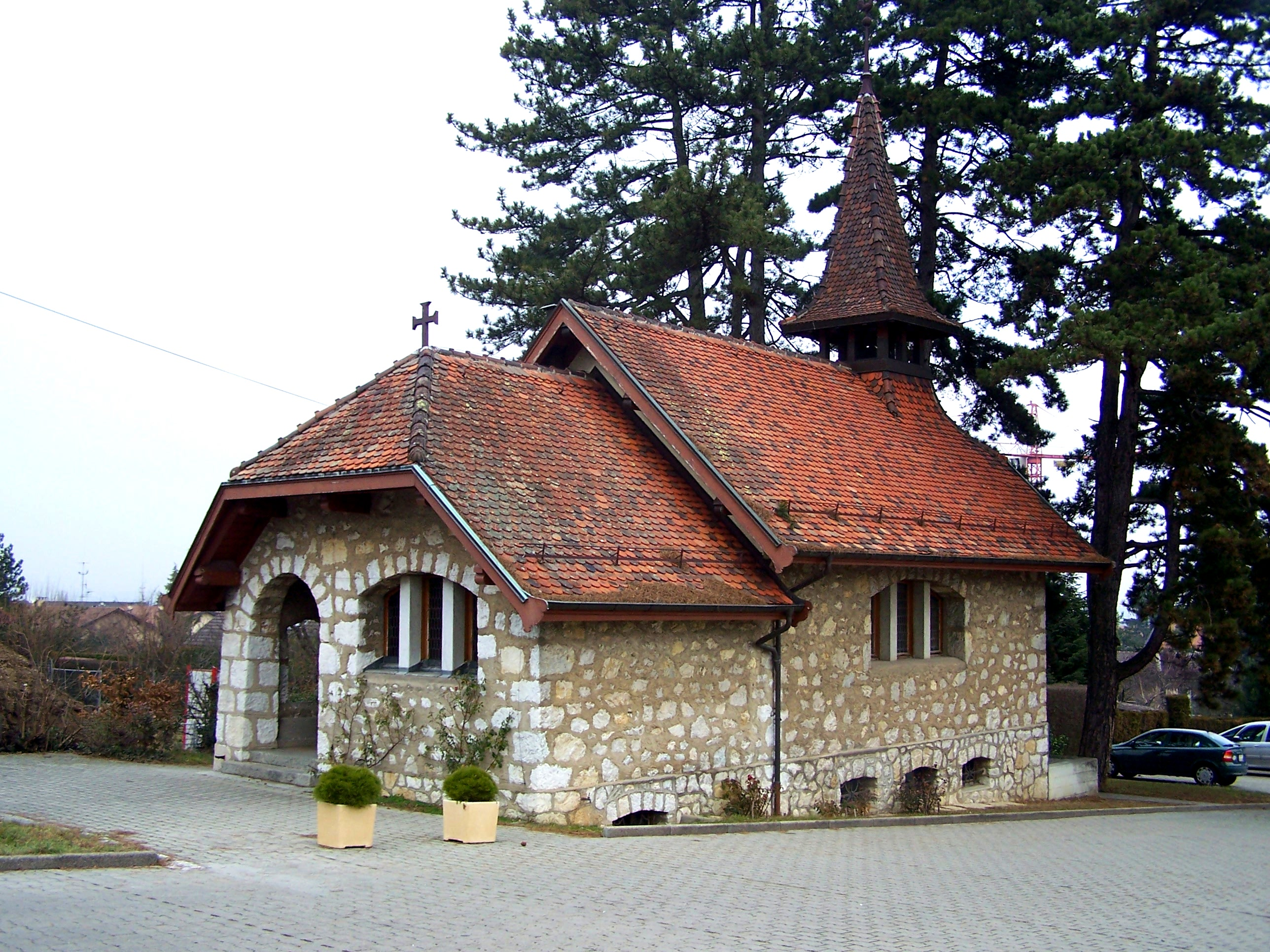
Protestantische Kirche
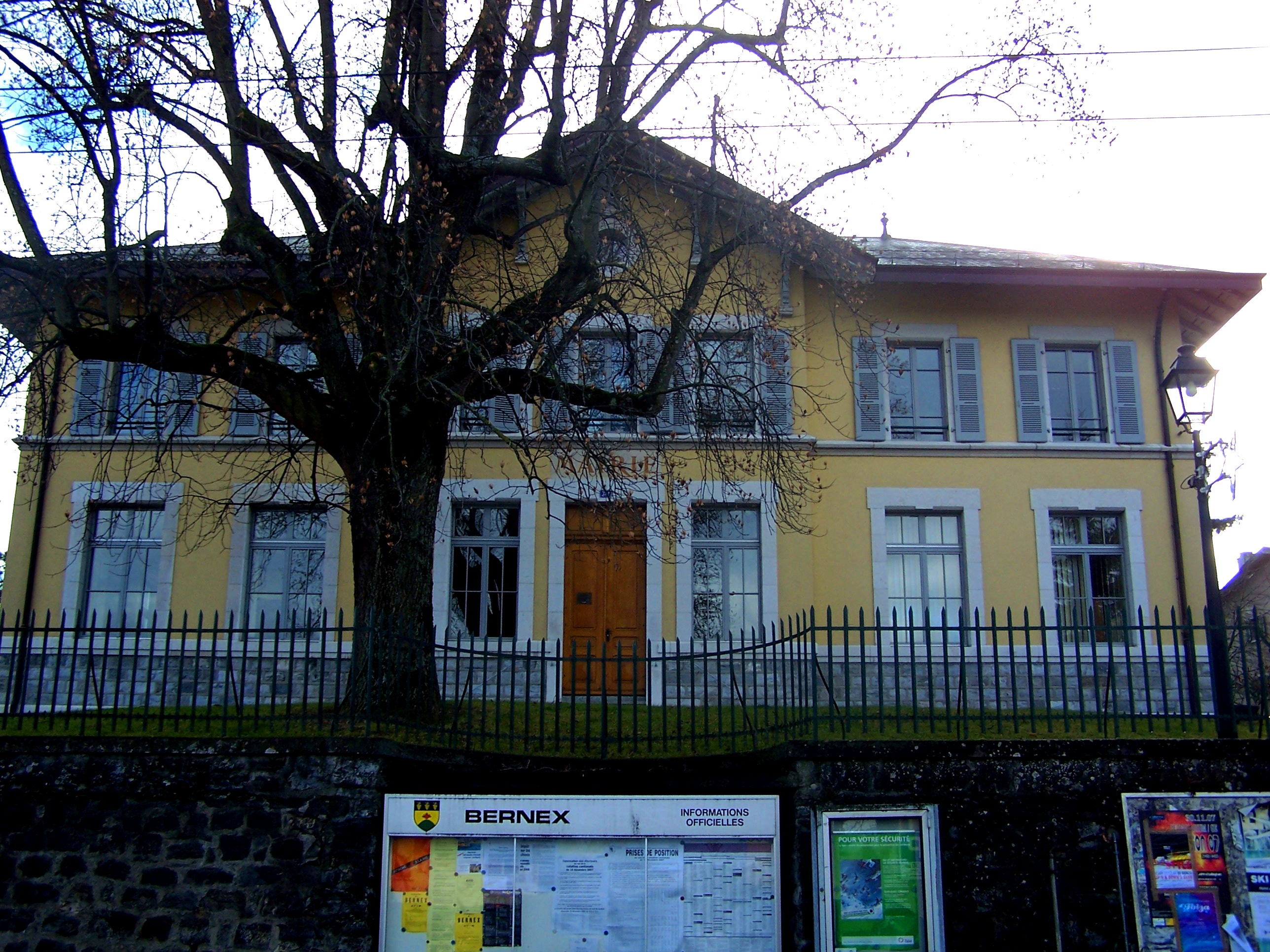
Mairie